# HTC TyTN

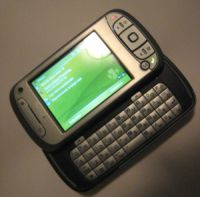
HTC TyTN

HTC TyTN(HTC Hermes 및 HTC P4500이라고도 함)은 대만의 HTC에서 설계하고 판매한 인터넷 지원 윈도우 모바일 포켓 PC PDA이다. 왼쪽 슬라이드 아웃 QWERTY 자판이 있는 터치스크린이 있다. TyTN의 기능에는 문자 메시지 및 멀티미디어 메시지 외에도 카메라폰 및 휴대용 미디어 플레이어 기능이 포함된다. 또한 전자 메일(마이크로소프트의 다이렉트푸시라는 푸시 전자 메일 솔루션 및 블랙베리 제휴 통신업체에서 제공하는 응용 프로그램이 포함된 블랙베리 서비스 포함), 인스턴트 메시징, 웹 검색 및 로컬 와이파이 연결과 같은 인터넷 서비스도 제공한다. GPRS 및 EDGE를 갖춘 쿼드 밴드 GSM 전화기와 HSDPA를 갖춘 단일/이중 밴드 UMTS 전화기이다. 이는 HTC가 직접 판매 및 판매하는 첫 번째 PDA 라인의 일부이다. AT&T/Cingular에서 TyTN은 Cingular 8125로 알려진 HTC Wizard의 후속 제품이었다. 또한 AT&T에서 TyTN은 AT&T 8925 및 AT&T Tilt로 알려진 HTC TyTN II로 대체되었다.

## 같이 보기
- HTC TyTN II
- HTC (기업)